# Тихая Журавка
Ти́хая Жура́вка — село в Чертковском районе Ростовской области. 
Входит в состав Нагибинского сельского поселения.

## География
Через село протекает река Тихая.

## Население
| 2010 |
| ---- |
| 853  |

## Улицы
| - ул. Братская, - ул. Калиновая, - ул. Песчаная, | - ул. Речная, - ул. Степная, - ул. Широкая. |

## Достопримечательности
В селе находится Церковь иконы Божией Матери «Всех скорбящих Радость»

## Известные уроженцы
- Скориков, Григорий Петрович (1920—2000) — советский военачальник, маршал авиации.